# Escola de Querala de Astronomia e Matemática
A Escola de Querala de Astronomia e Matemática foi uma escola de matemática e astronomia indiana fundada por Madhava de Sangamagrama na Costa do Malabar, Querala, no sul da Índia. Dentre seu membros constam: Parameshvara, Nilakantha Somayaji, Jyeshtadeva, Achyuta Pisharati, Melpathur Narayana Bhattathiri e Achyuta Pisharati. A escola foi ativa entre os séculos XIV e XVI e as descobertas originas da escola parecem ter terminado com Narayana Bhattathiri (1559–1632). Na tentativa de resolver problemas de astronomia, a escola de Querala independentemente criou um número significativo de conceitos matemáticos. Seus resultados mais importantes foram as séries de expansão para funções trigonométricas, descritas em versos em sânscrito em um livro de Neelakanta chamado Tantrasangraha, e novamente comentado no trabalho Tantrasangraha-vakhya de autoria desconhecida. Os teoremas foram enunciados sem provas, mas estas foram publicadas um século depois para as séries do seno, cosseno e o inverso da tangente no trabalho Yuktibhasa (ca. 1500 – ca. 1610), escrito em malaialo por Jyesthadeva e também comentado no Tantrasangraha.